# Marv Winkler
Marvin Winkler (ur. 18 lutego 1948 w Indianapolis) – amerykański koszykarz, występujący na pozycji rozgrywającego, mistrz NBA z 1971.

## Osiągnięcia

### NCAA
- Mistrz sezonu regularnego konferencji Gulf States (1967–1969)

### NBA
- Mistrz NBA (1971)[1]